# Cambefortantus ranomandryi
Cambefortantus ranomandryi là một loài bọ cánh cứng trong họ Bọ hung (Scarabaeidae).